# 海斯鎮區 (堪薩斯州克萊縣)
海斯鎮區（英語：Hayes Township）為美國堪薩斯州克萊縣的鎮區。2010年美国人口普查中該鎮區人口有222人。

## 地理
海斯鎮區涵蓋面積92.39平方（35.67平方英里），境內無城市設立。

### 墓園
根據美國地質調查局的資料，此鎮區擁有4座墓園：
- Brethren in Christ墓園
- 格林伍德墓園（Greenwood Cemetery）
- 海斯墓園（Hayes Cemetery）
- 普萊森特希爾墓園（Pleasant Hill Cemetery）

### 機場
- 霍姆斯小型飛機場（Holmes Airpark）

## 人口統計
根據2010年美國人口普查，海斯鎮區人口有222人，人口密度為2.41人/每平方公里。此鎮區居民之種族有99.1%為白人；0.45%為非裔美洲人；0%為美洲原住民；0%為亞洲人；0%為太平洋島民；0%為其他種族；另外有0.45%為混血種族。而西班牙裔或拉丁裔美洲人佔此鎮區人口的0%。

## 外部連結
- US-Counties.com
- City-Data.com[永久]